# Ornithomya sorbens
Ornithomya sorbens är en tvåvingeart som beskrevs av Anthony Michael Hutson 1971. Ornithomya sorbens ingår i släktet Ornithomya och familjen lusflugor.
Artens utbredningsområde är Madagaskar. Inga underarter finns listade i Catalogue of Life.